# Episodi di Ransom (prima stagione)
La prima stagione della serie televisiva Ransom, composta da 13 episodi, è stata trasmessa sul canale statunitense CBS, dal 1º gennaio al 15 aprile 2017.
In Italia la serie è stata trasmessa in prima visione assoluta sul canale Rai 4, dal 2 al 10 novembre 2020.
| nº | Titolo originale | Titolo italiano         | Prima TV USA     | Prima TV Italia  |
| -- | ---------------- | ----------------------- | ---------------- | ---------------- |
| 1  | The Return       | Il ritorno              | 1º gennaio 2017  | 2 novembre 2020  |
| 2  | Grand Slam       | Grand slam              | 7 gennaio 2017   | 2 novembre 2020  |
| 3  | The Box          | La scatola              | 21 gennaio 2017  | 3 novembre 2020  |
| 4  | Joe              | Joe                     | 28 gennaio 2017  | 3 novembre 2020  |
| 5  | The Enemy Within | Il nemico interiore     | 4 febbraio 2017  | 4 novembre 2020  |
| 6  | Celina           | Celina                  | 11 febbraio 2017 | 4 novembre 2020  |
| 7  | Regeneration     | Rigenerazione           | 18 febbraio 2017 | 5 novembre 2020  |
| 8  | Say What You Did | Di quello che hai fatto | 25 febbraio 2017 | 5 novembre 2020  |
| 9  | Girl on a Train  | Ragazza su un treno     | 4 marzo 2017     | 6 novembre 2020  |
| 10 | The Artist       | L'artista               | 11 marzo 2017    | 6 novembre 2020  |
| 11 | The Castle       | Il castello             | 25 marzo 2017    | 9 novembre 2020  |
| 12 | Refuge           | Rifugio                 | 8 aprile 2017    | 9 novembre 2020  |
| 13 | Bulletproof      | Antiproiettile          | 15 aprile 2017   | 10 novembre 2020 |